# Philippeson Juste
Philippeson Juste, né le 26 avril 1998, à Jérémie, dans le département de la Grand’Anse d’Haïti, il est connu sous le pseudonyme de Mapou Libelibè. Philippeson est médecin, photographe, poète haïtien et opérateur culturel. Il vit actuellement à Cuba.

## Biographie
Philippeson Juste dit  Mapou Libelibè  est  médecin, photographe et  poète haïtien qui évolue à Cuba. Il a étudié la médecine générale à la Faculté des Sciences Médicales de La Havane, à Cuba, et la photographie au CEPEC (Centre d'Études Photographiques et Cinématographiques) en Haïti,.
Philippeson est activiste culturel, responsable de la stratégie et du développement au sein de Rasin Éditions, ainsi que coordonnateur et cofondateur du Club de Lecture Mèb Sèvo. Il est également le coordonnateur général du cahier littéraire Powèm Nasyonal du journal culturel Le National.

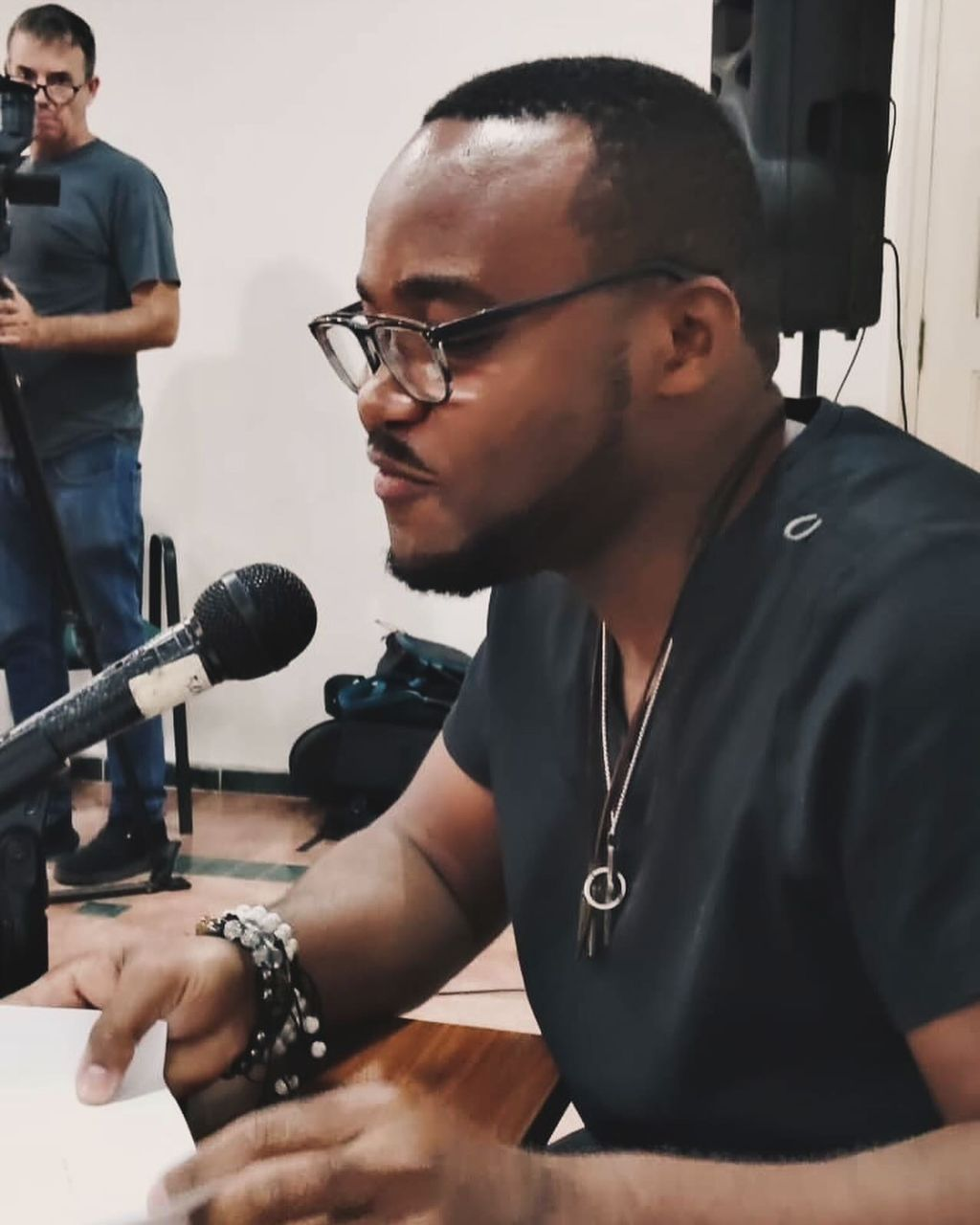
Grande lecture du poète à l'Alliance Française de La Havane, à Cuba, dans le cadre du Mois de la Francophonie et Journée internationale de la francophonie, mai 2024.

En 2023, Mapou libelibè a été l'un des poètes invités au Festival Entènasyonal Literati Kreyòl (FEL). Cette même année, il a remporté le premier prix de poésie avec « Yon lòt Ayiti » et finaliste du concours « Un poème pour dire Non » chez C3 Éditions .
En 2024, il devint finaliste du Prix International de l’Invention Poétique 2024 en Martinique pour son recueil de poésie créole « Flèch Kann », organisé en Martinique par l’Association de Basaille. Il fut également finaliste du Prix Poésie ADAN 2024 - Auteurs des Hauts-de-France à Lille avec son poème « Valse de l’aurore ». Cette même année, il a remporté le premier prix de poésie Plougasnou 2024 avec son poème « Port-au-Prince », et le Prix Découverte Élise Bisschop 2024 pour son poème  « Pluie de Prières », en France.
L’année suivante, en 2025, il reçut la mention honorable de la dixième édition du Prix international de poésie Léopold Sédar Senghor à Milan pour son poème « Exilés des silences », renforçant ainsi sa reconnaissance dans le paysage littéraire francophone,,.

Dans le cadre du 30e Festival Internacional de Poesía de La Habana, il publia son premier recueil bilingue espagnol-français  ¿Sobrevivirán las aliblancas palomas ?  (2024), un recueil publié sous sa direction, en collaboration avec les poètes cubains Jorge L. Robinson Gordon et Yarelis Jaime Parolis, au sein de la maison d'édition Colección Sur à La Havane, Cuba.

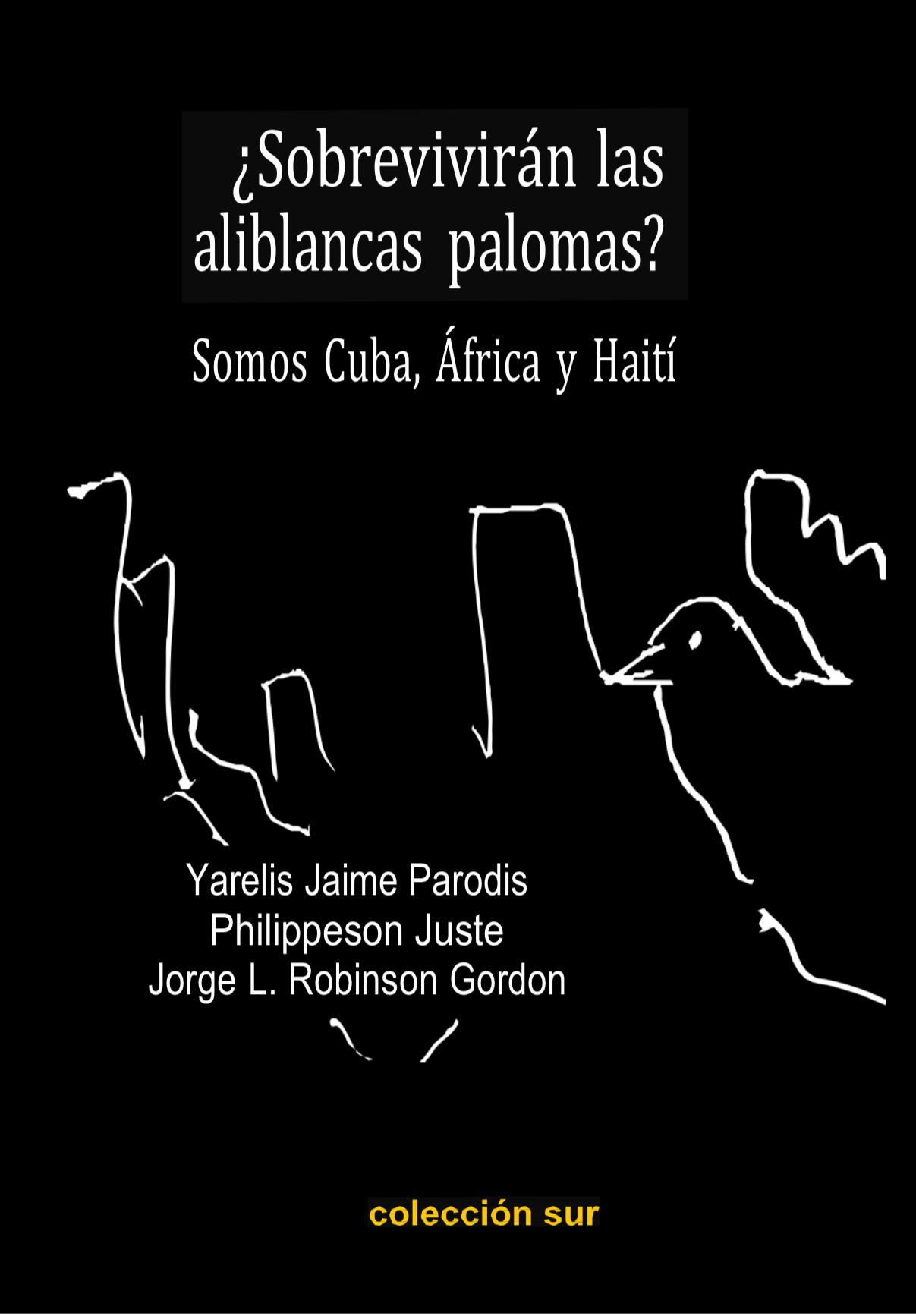
¿ Sobrevivirán las aliblancas palomas ? (2024), Colección Sur, à La Havane, Cuba.

De nombreux textes de Philippeson Juste ont été publiés dans diverses revues, journaux et anthologies littéraires. Parmi eux, on peut citer la revue haïtienne DO.KRE.I.S (France), La revue L'Accent de Poche (L’Appeau’Strophe, France), La revue littéraire Temps de Poésie (Les Éditions Julien Hilaire, Haïti), La revue poétique Lettres d’hivernage (Les Éditions La Kainfristanaise, France), ainsi que la Revue Littéraire Oyapock (Guyane Française) de la zone amazonienne et de la caraïbe. Ses écrits figurent également dans des anthologies telles que Renouveau (Haïti), Editorial Komala Sueños baldíos (Amerique Latine), l'anthologie Prix Poésie 2024 — Auteurs des Hauts de France (ADAN) en France, l'anthologie française Les 100 Poèmes du Grand Concours de Poésie 2024 (coordonnée par Hadrien/Crottins Verbaux), et l’anthologie haïtienne bilingue créole-français Laviwonn Pwezi. En outre, ses œuvres ont été publiées dans des revues culturelles de renom, notamment Le National, Le Nouvelliste, et bien d’autres encore,,.

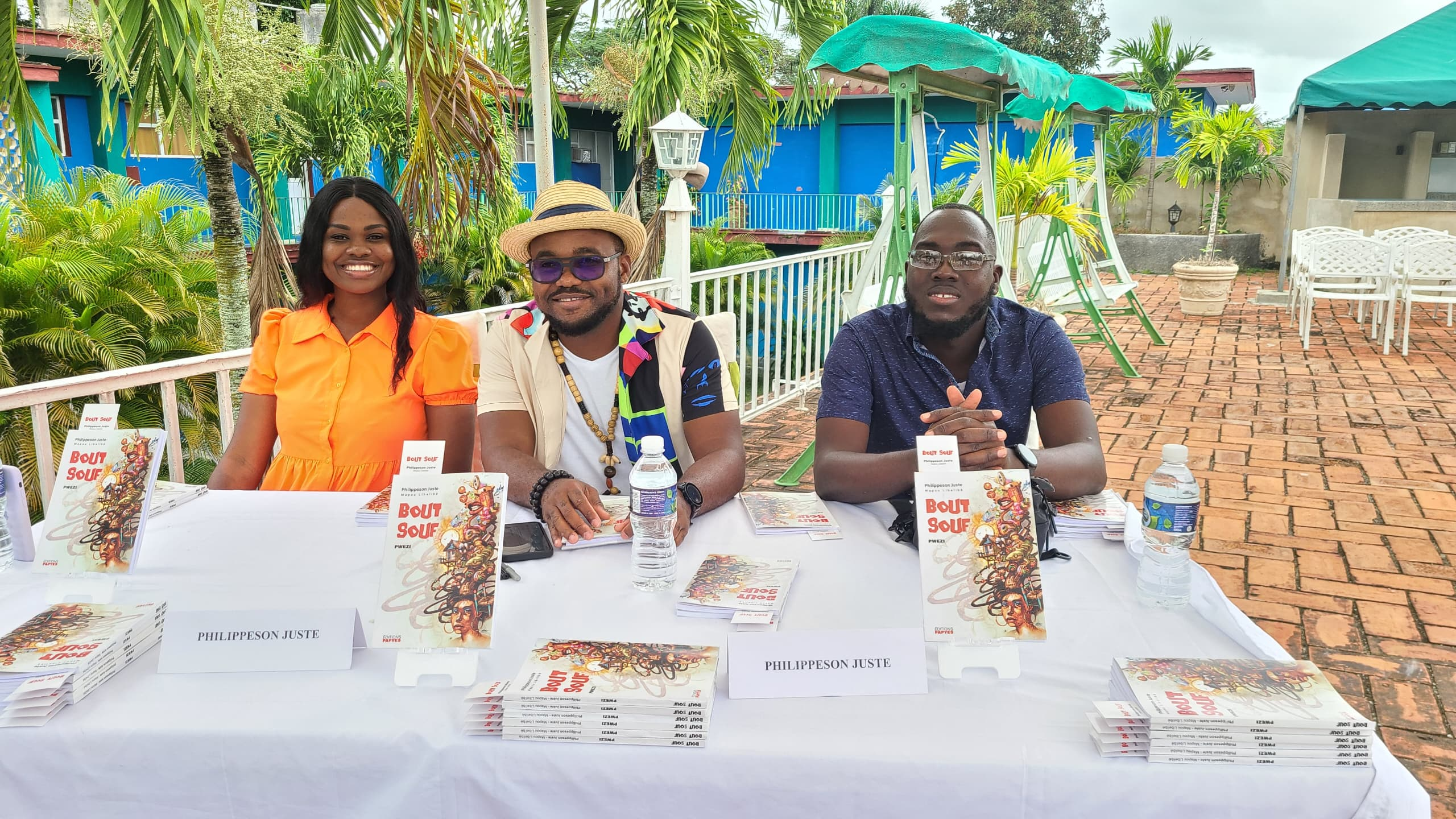
Vente et signature du recueil de poèmes Bout Souf, Santa Clara, à Cuba. De gauche, à droite : Gretchnaïda Joly, Philippeson Juste et Don Marcov W. Moltimer.

Il est l'auteur d'un recueil de poèmes intitulé « Bout Souf », qui soutient le langage de Félix Morisseau-Leroy, le créole. Le recueil comporte plus de 75 poèmes étalés sur environ 90 pages. Sa page de couverture est illustrée d’une œuvre abstraite de l’artiste peintre haïtien Chevelin Pierre.

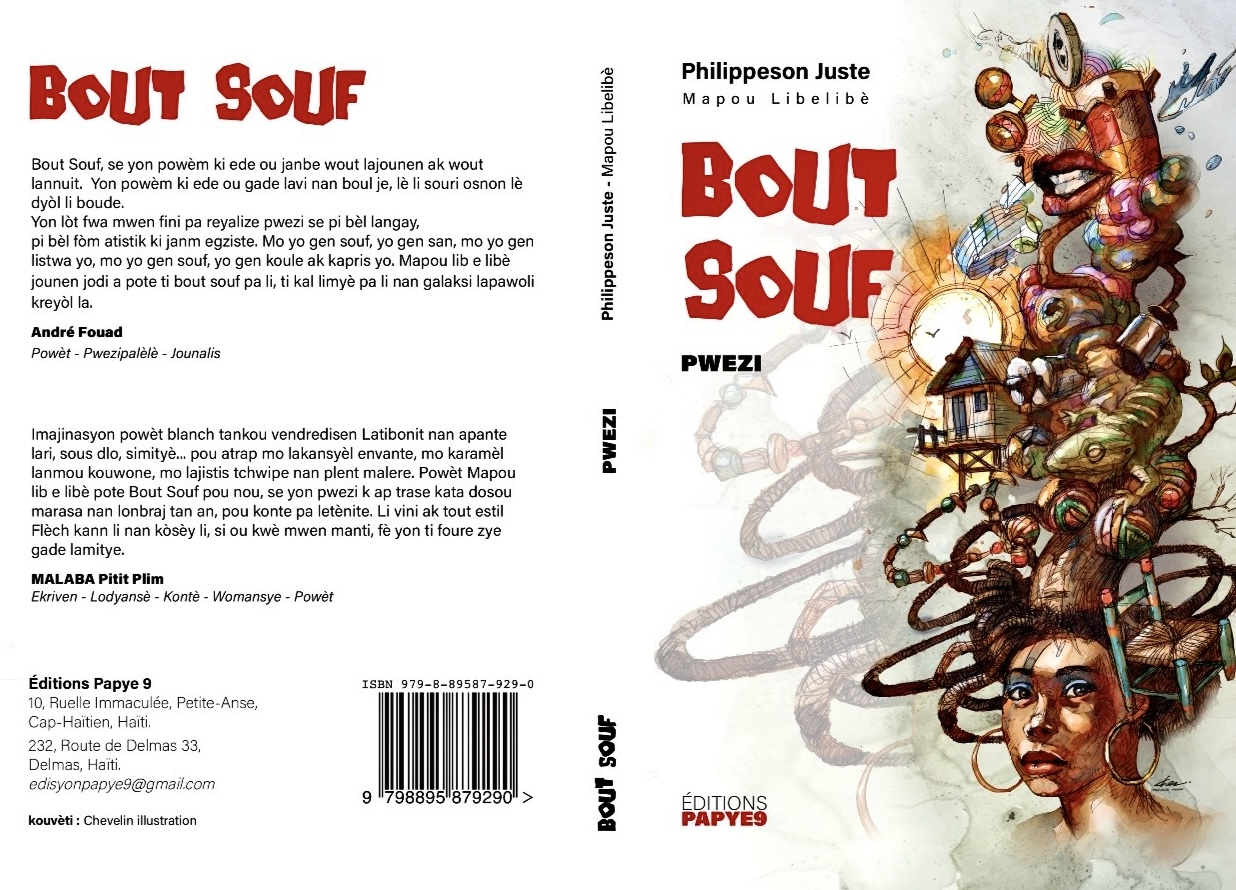
Recueil de poèmes Bout Souf, l'un des premiers recueil de poèmes écrits en créole haïtien et publiés à Cuba.

Bout Souf est un recueil polysémique qui charrie entre autres toute une série d’images qui touchent au physique et au mental. On y trouve aussi bien des clichés qui exposent la réalité criante que vit le peuple haïtien, à travers les mauvaises conditions de vie et les mauvaises pratiques des dirigeants politiques. Le recueil Bout Souf fait une radiographie de toutes les mutations possibles en Haïti,,.

## Œuvres
- Pluie de Prières, Prix Découverte Élise Bisschop 2024, et publié dans la revue Oyapock[12],[13].

- ¿ Sobrevivirán las aliblancas palomas ?, Colección Sur, La Havane, Cuba, 2024.
- Bout Souf, éditions Papye9, La Havane, Cuba, décembre 2024[19],[20],[21].

- Il a également publié des poèmes en créole dans la rubrique culturelle Powèm National du journal culturel Le National[22].

## Œuvres collectives
- Lanmou Syèl, dans la revue littéraire haïtienne Do-Kre-I-S, France, 2025[23].
- Rivière des Silences, dans la revue L'Accent de poche N°2, Fusion, chez L'Appeau'Strophe, France, 2025[24].
- Litanie des cendres, dans La revue poétique Lettres d’hivernage N°4, Poésie des opprimés, Chez Les Éditions La Kainfristanaise, France, 2025[25].
- Une rumeur qui refuse de mourir, dans La revue poétique Lettres d’hivernage N°4, Poésie des opprimés, Chez Les Éditions La Kainfristanaise, France, 2025[25].

- Valse de l’aurore, dans l'anthologie Oser la poésie, Prix Poésie 2024 - Auteurs des Hauts de France (ADAN), France, 2024[26],[27].
- Port-au-Prince, dans le florilège Prix de la Poésie du foyer rural de Plougasnou, France, 2024[28],[29].
- Exil, dans l'anthologie Les 100 poèmes du grand concours de poésie 2024, coordonnée par Hadrien (Crottinsverbaux), France, 2024[30].
- Envejecer, dans l'anthologie Sueños baldíos, Editorial Komala, Amérique latine, 2024[31],[32].

## Prix et distinctions
- Lauréat du premier prix de poésie Plougasnou 2024 pour Port-au-Prince (France)[29],[33],[28].
- Mention honorable de la dixième édition du Prix International de poésie Léopold Sédar Senghor pour Exilés des silences (Milan, Italie 2025)[34],[10],[8],[9].

- Prix Découverte ÉLISE BISSCHOP 2024 pour Pluie de prières (France) [16],[35],[36].
- Lauréat du premier prix de poésie pour Yon lòt Ayiti (Haïti, 2022).

- Finaliste du concours de poésie Un poème pour dire Non, chez les Éditions C3 (Haïti, 2023)[37],[11],[38].

- Finaliste du Prix International de l’Invention Poétique 2024 organisé par l’association BALISAILLE en Martinique pour son recueil de poèmes en créole (Flèch Kann)[39],[11].

- Finaliste du Prix Poésie 2024 - Auteurs des Hauts de France (ADAN) à Lille pour (Valse de l’aurore)[26].